# Pelycosauria
I pelicosauri (Pelycosauria) sono un ordine estinto di sinapsidi che vissero tra il Carbonifero superiore e il Permiano superiore. 

## Carnivori ed erbivori
Tra di essi vi erano forme carnivore ed erbivore, con una lunghezza che variava da poche decine di centimetri ai quattro metri. Nonostante l'apogeo dei pelicosauri sia stato nel Permiano inferiore, alcuni di essi sopravvissero fino all'inizio del Permiano superiore e quindi furono contemporanei dei primi terapsidi, un gruppo di sinapsidi originatosi proprio dai pelicosauri, che in seguito darà origine ai mammiferi. I pelicosauri, quindi, sono posti nello stesso ramo evolutivo che in seguito condurrà all'uomo moderno. 

Cranio del pelicosauro primitivo Archaeothyris

## Evoluzione
Tra le famiglie più tipiche, quelle degli sfenacodontidi e degli edafosauridi raggruppavano grossi animali muniti di una vela dorsale, usata con tutta probabilità per la termoregolazione corporea, o forse come segnale di riconoscimento intraspecifico. Queste due famiglie svilupparono la "vela" in modo del tutto indipendente l'una dall'altra. Tra i primi pelicosauri vi fu l'Archaeothyris, un animale simile a una lucertola vissuto in Nordamerica. In questo continente i pelicosauri si svilupparono e prosperarono a lungo, divenendo i vertebrati terrestri di maggior successo per molti milioni di anni. Anche in Europa si trovano i resti di questi animali, e gli ultimi rappresentanti, di piccole dimensioni, provengono da depositi del Permiano superiore della Russia e (inaspettatamente) del Sudafrica. 

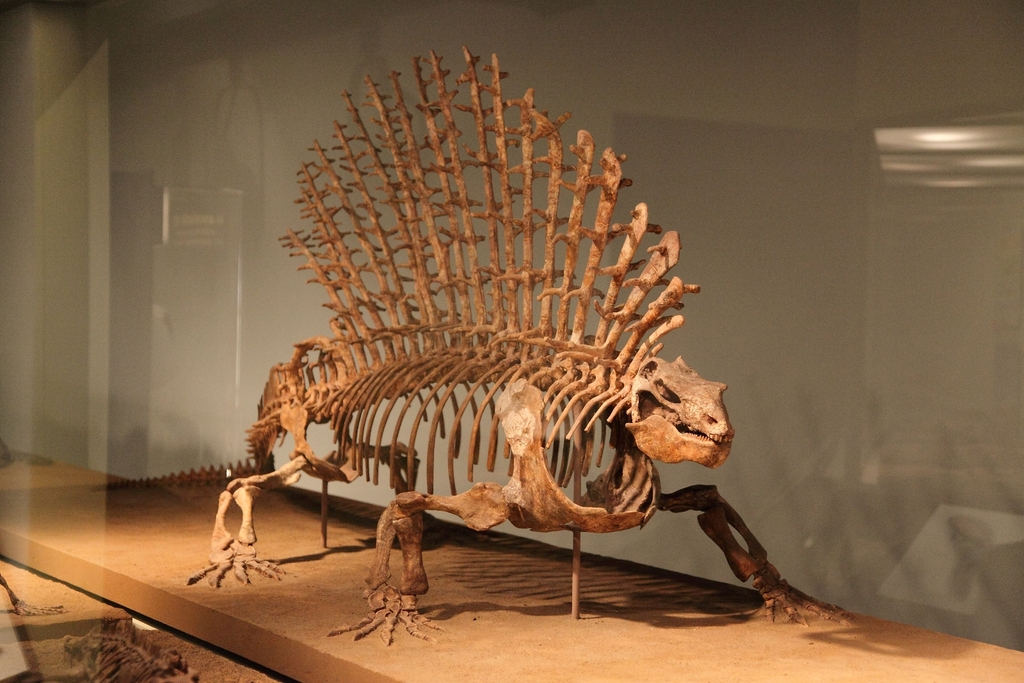
Edaphosaurus pogonias

## Due gruppi
I pelicosauri si dividono in due grandi gruppi: i primitivi caseasauri (Caseasauria), comprendenti le famiglie degli eotirididi (Eothyrididae) e dei caseidi (Caseidae). Questo gruppo non ha lasciato discendenti. L'altro gruppo, gli eupelicosauri (Eupelycosauria), comprende forme più evolute e in sostanza è molto diversificato. I varanopseidi (Varanopseidae), simili a grosse lucertole alte sulle zampe, erano i membri più primitivi. Gli ofiacodontidi (Ophiacodontidae) erano forme più grosse e specializzate, probabilmente semiacquatiche. A questa famiglia appartiene il pelicosauro più antico, l’Archaeothyris. Gli edafosauridi (Edaphosauridae), come Edaphosaurus, erano forme erbivore dotate di vela dorsale. Agli sfenacodontidi (Sphenacodontidae) appartengono invece i pelicosauri più evoluti, alcuni dei quali dotati anch'essi di vela dorsale (Dimetrodon), che diedero origine ai terapsidi e quindi ai veri antenati dei mammiferi.

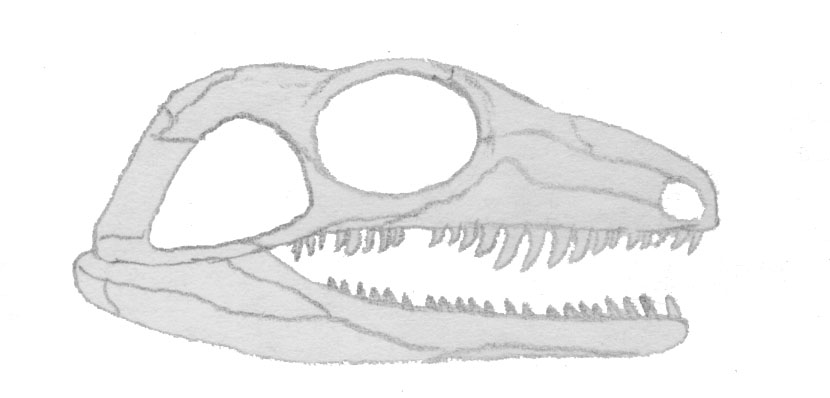
Ricostruzione del cranio di Aerosaurus, un varanopseide

## Classificazione attuale
Secondo la moderna cladistica, i pelicosauri formerebbero un gruppo parafiletico, perché escluderebbe i terapsidi; i caseasauri non farebbero parte dello stesso gruppo che ha dato origine ai mammiferi. Gli eupelicosauri, invece, comprendono la maggior parte dei pelicosauri e i terapsidi; in sostanza, gli eupelicosauri sembrerebbero essere un gruppo di sinapsidi primitivi direttamente ancestrale ai mammiferi, che sviluppò una dentatura differenziata e un abbozzo di palato duro.

## Tassonomia

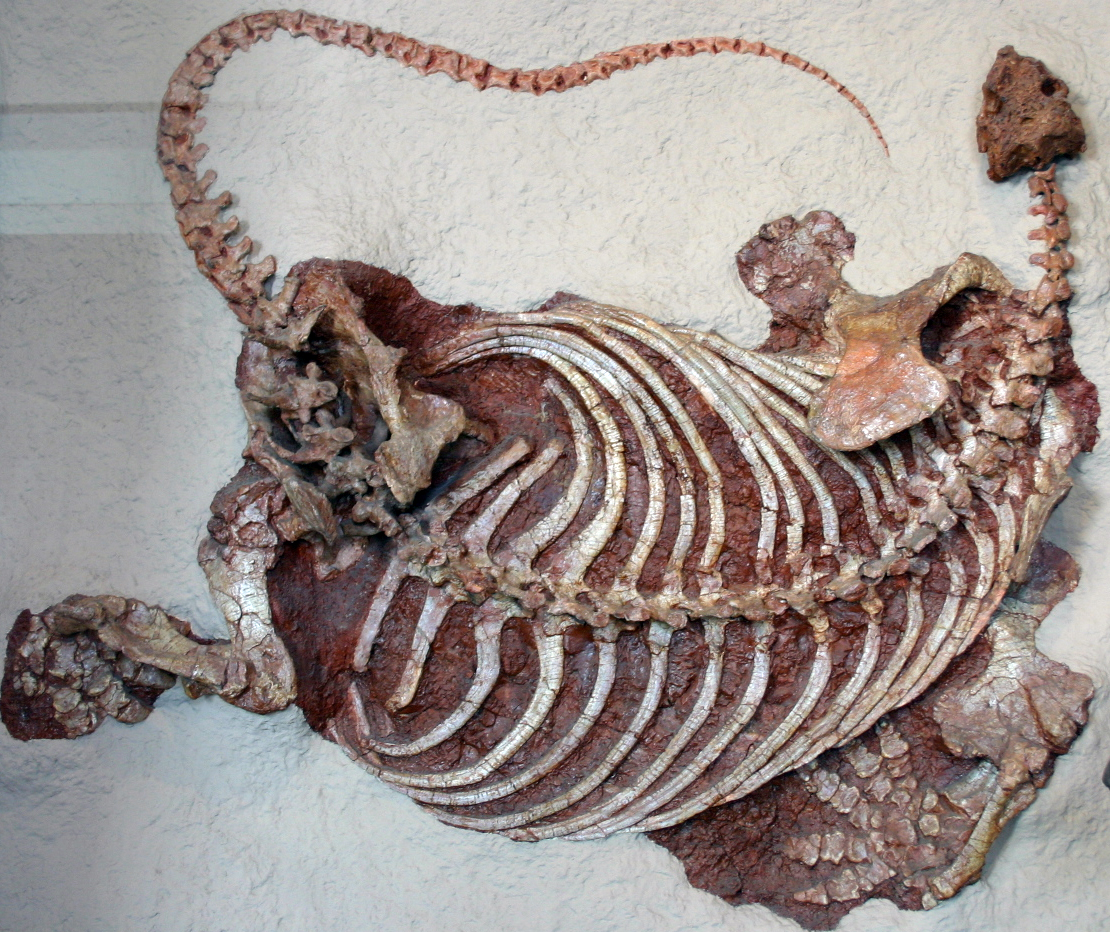
Cotylorhynchus romeri

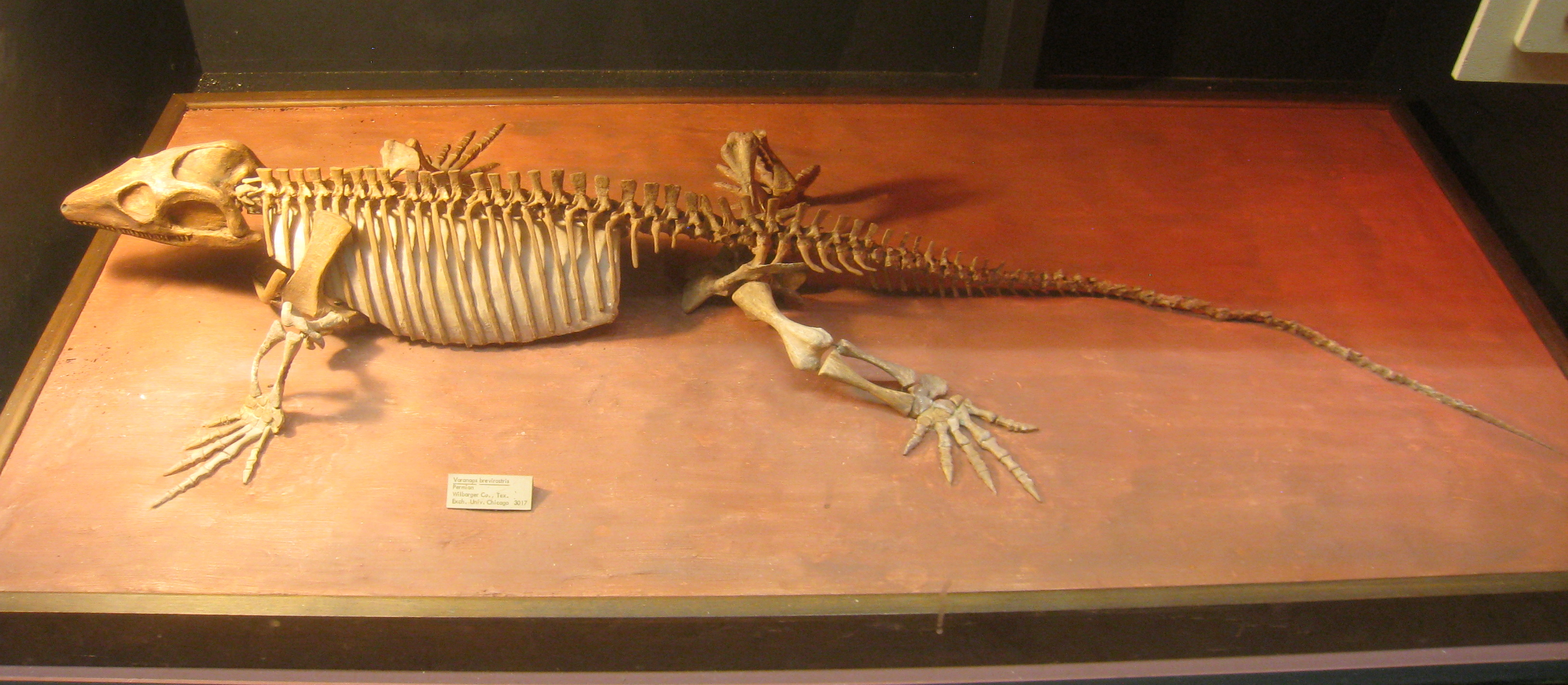
Varanops brevirostris

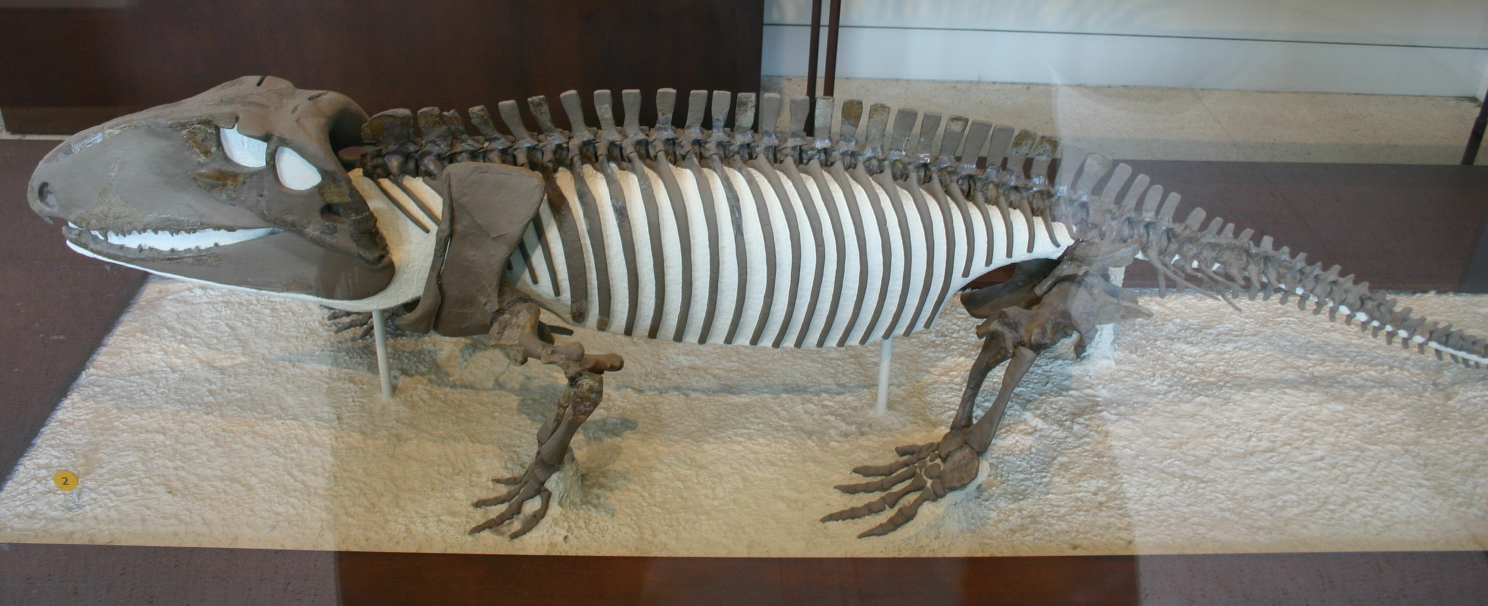
Ophiacodon retroversus

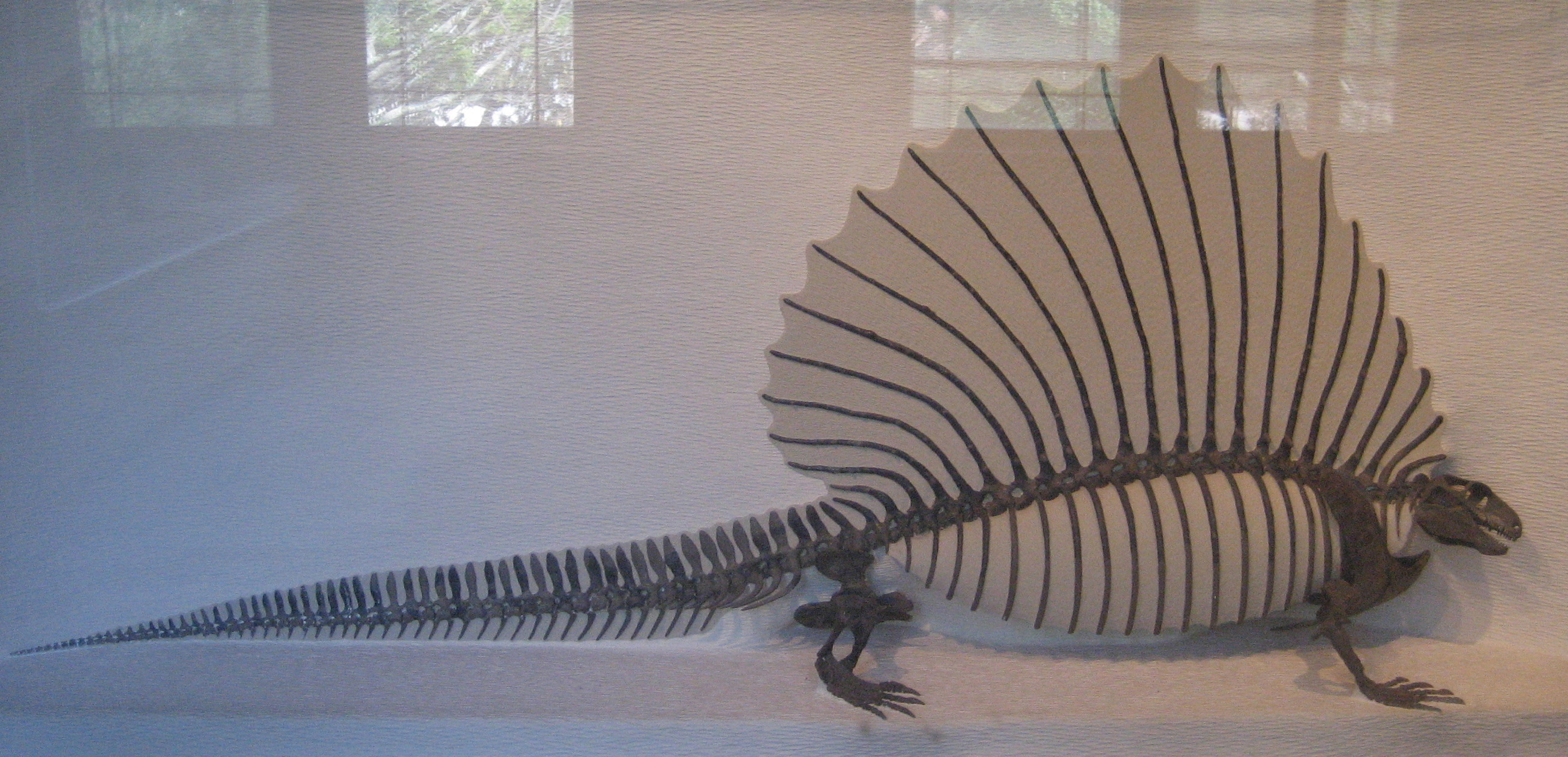
Edaphosaurus boanerges

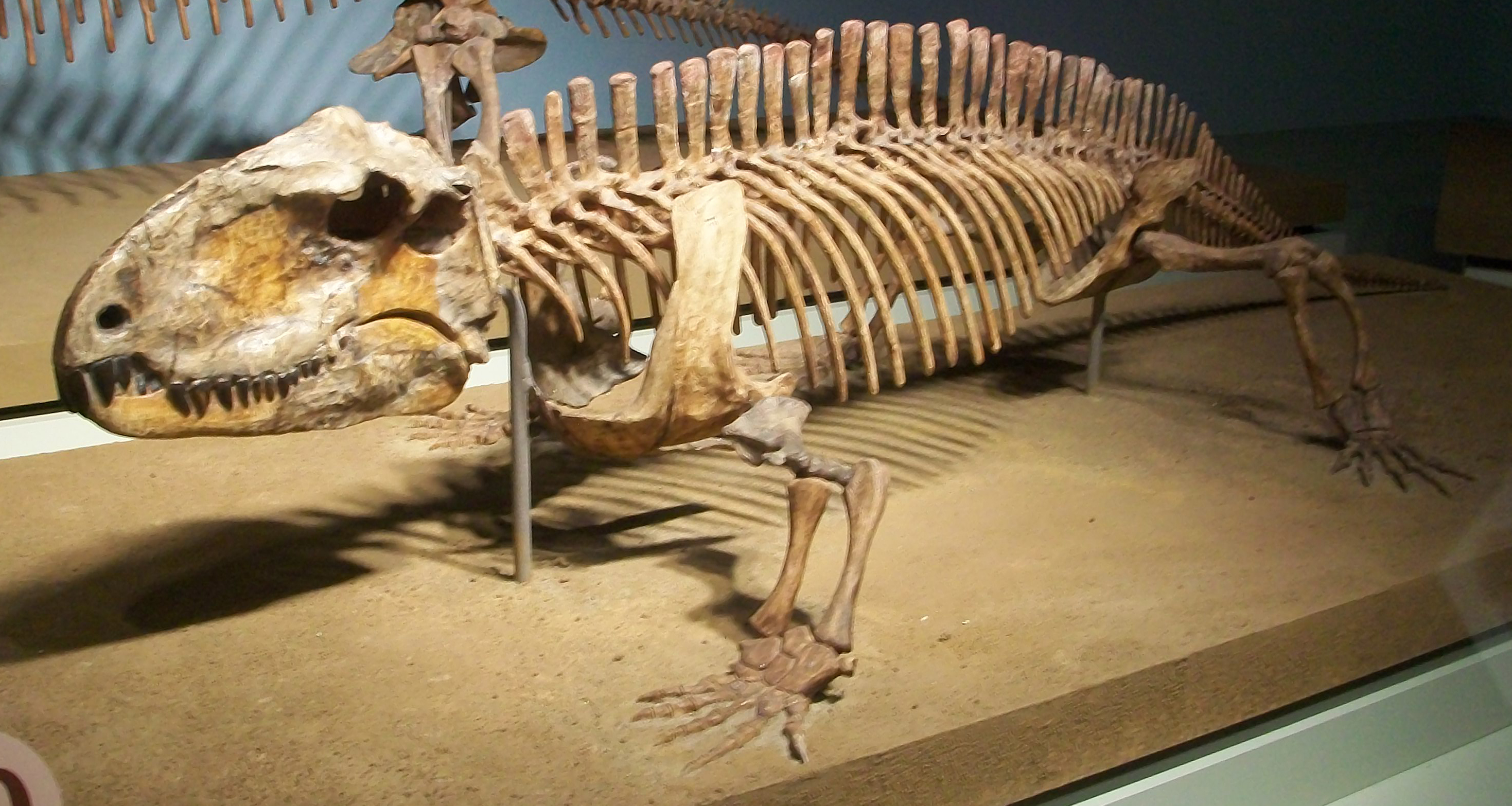
Sphenacodon ferox

- Classe Synapsida
  - ORDINE PELYCOSAURIA
    - Sottordine Caseasauria
      - Datheosaurus
      - Famiglia Eothyrididae
        - Eothyris
        - Oedaleops

      - Famiglia Caseidae
        - Alierasaurus
        - Angelosaurus
        - Casea
        - Caseopsis
        - Cotylorhynchus
        - Oromycter
        - Ennatosaurus
        - Knoxosaurus
        - Caseoides
        - Eocasea
        - Euromycter
        - Ruthenosaurus

    - Sottordine Eupelycosauria
      - Famiglia Varanopseidae
        - Varanosaurus
        - Archaeovenator
        - Pyozia
        - Mycterosaurus
        - Mesenosaurus
        - Heleosaurus
        - Watongia
        - Tambacarnifex
        - Apsisaurus
        - Elliotsmithia
        - Ruthiromia
        - Aerosaurus
        - Varanodon
        - Varanops

      - Famiglia Ophiacodontidae
        - Archaeothyris
        - Baldwinonus
        - Clepsydrops
        - Limnostygis
        - Ophiacodon
        - Stereophallodon
        - Stereorachis

      - Famiglia Edaphosauridae
        - Edaphosaurus
        - Ianthasaurus
        - Glaucosaurus

      - Famiglia Lupeosauridae
        - Lupeosaurus

      - Sphenacodontia
        - Dimacrodon
        - Haptodus
        - Palaeohatteria
        - Pantelosaurus
        - Cutleria
        - Sphenacodontoidea
          - Famiglia Sphenacodontidae
            - Ctenorhachis
            - Steppesaurus
            - Tappenosaurus
            - Cryptovenator
            - Bathygnathus
            - Ctenospondylus
            - Dimetrodon
            - Secodontosaurus
            - Sphenacodon

  - ORDINE Therapsida